# Ronald Ross
Ronald Ross, född 13 maj 1857 i Almora, Indien, död 16 september 1932 i London, var en brittisk läkare och forskare inom medicin. 1902 belönades han med Nobelpriset i fysiologi eller medicin för sin forskning på malaria.

## Biografi
Ronald Ross föddes i Almora, Indien. Han var äldste sonen till Campbell Claye Grant Ross, brittisk officer i indiska armén och Matilda Charlotte Elderton. Åtta år gammal skickades Ross till England för att gå i skolan, först i Ryde, sedan (1869) i internatskola i Springhill, inte långt från Southampton. Till läkare studerade Ross åren 1875–1880 vid St Bartholomew's Hospital i London. Därefter avreste han till Indien för att tjänstgöra i Madras. 
Medan han tjänstgjorde vid olika indiska sjukhus under 1880- och 1890-talen studerade Ross malaria. I tjänst i Bangalore kom han underfund med sambandet mellan förekomsten av myggor och deras tillgång till vatten. Verksam i Ootacamund 1897 insjuknade Ross själv i malaria. Efter att överflyttning till Secunderabad lyckades han härleda malariaparasiten till en särskild myggsort, Anopheles. 
Före Ross hade parasitologen Patrick Manson föreslagit att just myggor sprider smittämnet som orsakar malaria. Själv kunde Ross visa att malaria överförs mellan fåglar genom myggstick och föreslog att myggor även var smittbäraren även vid överföring av malaria till människor. 
Ross dissekerade anophelesmyggor och fann malarieparasiter på ett tidigt stadium av utvecklingen. För sin forskning på malaria belönades Ross med Nobelpriset i medicin 1902.
År 1899 återflyttade Ross till England, där han blev professor vid Liverpool School of Tropical Medicine. År 1901 valdes Ross till ledamot av Royal College of Surgeons. Han var även ledamot av vetenskapsakademin Royal Society. Ross dekorerades även med ordnar. År 1902 mottog han Bathorden ur kung Edward VII:s hand.
Ross arbetade även för att förebygga malarians ytterligare utbredning, bland annat i västra Afrika, vid Suezkanalen, i Grekland, på Mauritius och Cypern. Han utvecklade även en matematisk modell med vars hjälp malariasmittans spridning kunde beräknas.
Vid sidan av sitt läkarvetenskapliga arbete skrev Ross lyrik och teaterstycken samt målade tavlor helt utan anknytning till den forskning som bland annat gav honom Nobelpriset i medicin 1902.